# Gymnomenia virgulata
Gymnomenia virgulata is een Solenogastressoort uit de familie van de Gymnomeniidae. De wetenschappelijke naam van de soort is voor het eerst geldig gepubliceerd in 1999 door Scheltema.